# Ђерфалко (Гросето)
Ђерфалко (итал. Gerfalco) је насеље у Италији у округу Гросето, региону Тоскана.
Према процени из 2011. у насељу је живело 78 становника. Насеље се налази на надморској висини од 735 м.